# Gazeta de Notícias

La Gazeta de Notícias (la Gazette des Nouvelles en français) était un quotidien brésilien publié à Rio de Janeiro, de 1875 jusqu'en 1942.
Elle a été créée par Manuel Carneiro Ferreira de Araujo et Elysium Mendes et distribuée à partir d'août 1875. 
Innovatrice en son temps, elle ouvre la voie à la littérature (elle en publie des articles) et au débat sur les grandes questions nationales. Les abolitionnistes et les anti-monarchistes, c'est dans ses pages que José do Patrocínio (sous le pseudonyme de Prudhome) a commencé sa campagne pour l'abolition de l'esclavage (1879). Machado de Assis, Capistrano de Abreu, Euclides da Cunha et les portugais Eça de Queiroz et Ramalho Ortigão, entre autres, ont également écrit dans ses pages.
Le 1er décembre 2009, le titre a été repris, publié par la société Jornal Gazeta de Notícicas Editora. 
- (pt) Cet article est partiellement ou en totalité issu de l’article de Wikipédia en portugais intitulé « Gazeta de Notícias » (voir la liste des auteurs).